# Mount Veniaminof
Mount Veniaminof je aktivní stratovulkán ve střední části Aljašského poloostrova, na jihozápadě Aljašky, ve Spojených státech amerických. Je součástí Aleutského pohoří. Má nadmořskou výšku 2 507 m. Náleží k vrcholům s nejvyšší prominencí ve Spojených státech amerických. Hora má šířku 35 km v základně, rozlehlá kaldera má průměr 8 krát 11 km. Kaldera leží v nadmořské výšce 1 750 až 2 000 m. V kaldeře a na svazích hory jsou ledovce.

## Pojmenování
Vrchol je pojmenován po svatém Innocentovi Aljašském (Veniaminovovi)